# فرودگاه محلی گیلرد
فرودگاه محلی گیلرد (به انگلیسی: Gaylord Regional Airport) یک فرودگاه همگانی با کد یاتا GLR است که یک باند فرود آسفالت دارد و طول باند آن ۲۰۰۶ متر است. این فرودگاه در کشور ایالات متحده آمریکا قرار دارد و در ارتفاع ۴۰۴٫۸ متری از سطح دریا واقع شده‌است.